# Melanophthalma chumphonica
Melanophthalma chumphonica es una especie de coleóptero de la familia Latridiidae.
Habita en Tailandia.